# Anacamptis pyramidalis
L'orchidea piramidale (Anacamptis pyramidalis (L.) Rich., 1817) è una pianta appartenente alla famiglia delle Orchidacee.

## Descrizione

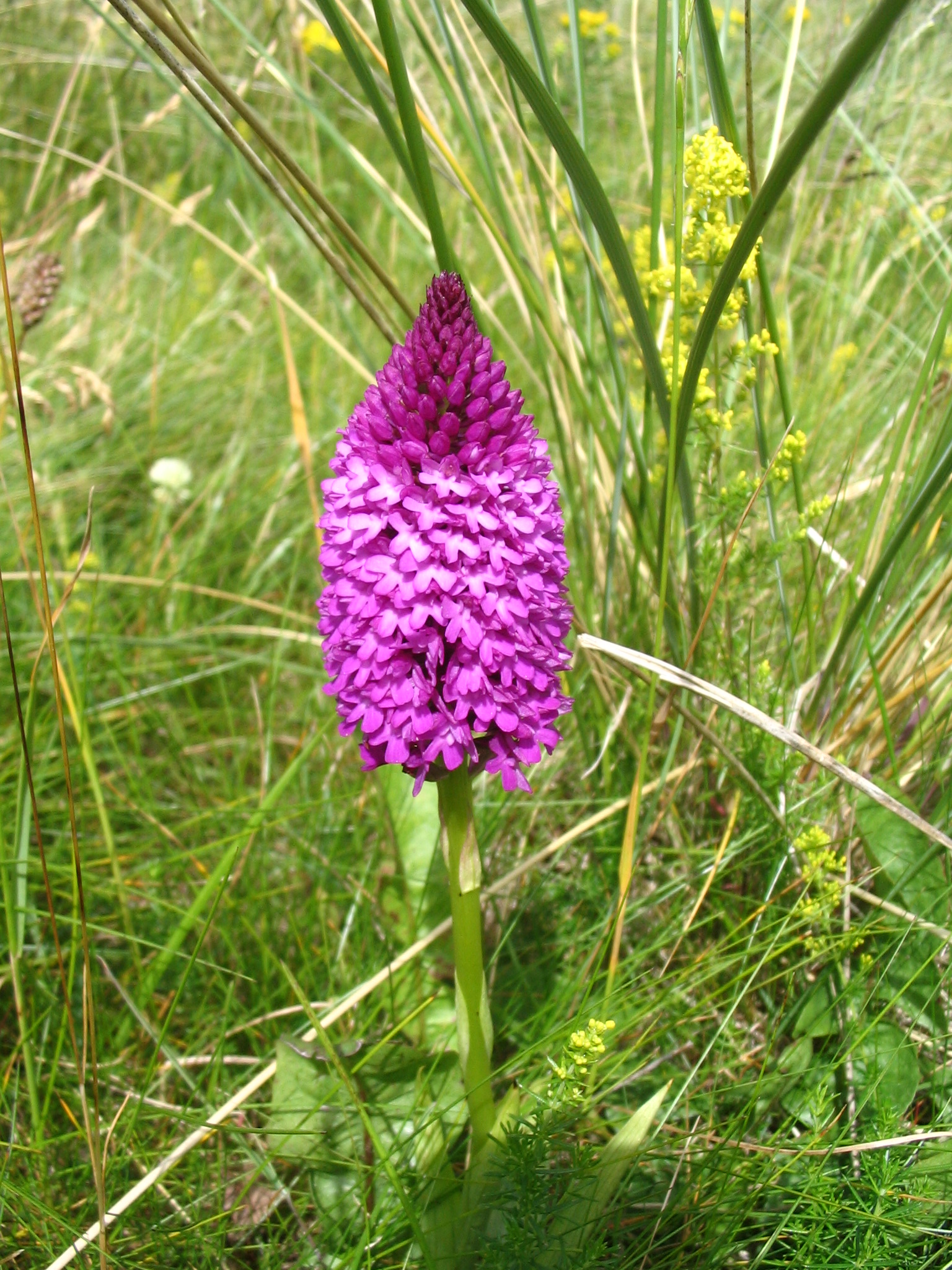

È una pianta erbacea alta 20–60 cm, dal fusto esile, cilindrico, di colore verde chiaro.

Le foglie inferiori, lineari-lanceolate, sono lunghe sino a 25 cm, le cauline diventano più corte avvicinandosi all'apice, le brattee sono violacee e acuminate.
I fiori sono riuniti in una caratteristica infiorescenza densa di forma grossolanamente piramidale, da cui il nome della specie. Sono di colore dal rosa pallido al porpora, raramente bianchi.
I sepali sono ovato-lanceolati, con petali poco più larghi e più corti. Il sepalo dorsale e i petali contigui formano un casco, mentre i sepali laterali sono distesi e diretti in avanti.
Il labello è trilobato con lobi più o meno della stessa grandezza; alla base del labello mediano sono presenti due lamelle longitudinali, leggermente divaricate. Lo sperone è filiforme, lungo sino a 15 mm.
Fiorisce da marzo a giugno.

## Biologia
Si riproduce per impollinazione entomofila da parte di diverse specie di lepidotteri: le farfalle adagiano il loro corpo tra le due lamelle basali del labello, e srotolano la spirotromba per raggiungere il nettare, posto in fondo al lungo sperone; nel far ciò entrano in contatto con le masse polliniche che, aderendo al corpo dell'insetto, verranno successivamente trasportate su un altro fiore.

## Distribuzione e habitat
È diffusa in Europa centrale e meridionale. È abbastanza comune in tutta l'Italia, isole comprese.
Cresce in praterie e garighe, sino a 1400 m di altitudine, prediligendo i terreni calcarei asciutti e le esposizioni soleggiate.

## Tassonomia
Il numero cromosomico di A. pyramidalis è 2n=36.

### Sottospecie
Nell'Italia centro-meridionale è stata descritta la sottospecie Anacamptis pyramidalis subsp. serotina Presser che si distingue dalla specie tipo per i fiori più piccoli, di colore rosa chiaro e con infiorescenza rada e grossolanamente sferica; fiorisce più tardivamente (giugno-luglio).
Tale entità non è tuttavia riconosciuta come valida da Plants of the World Online.

### Varietà

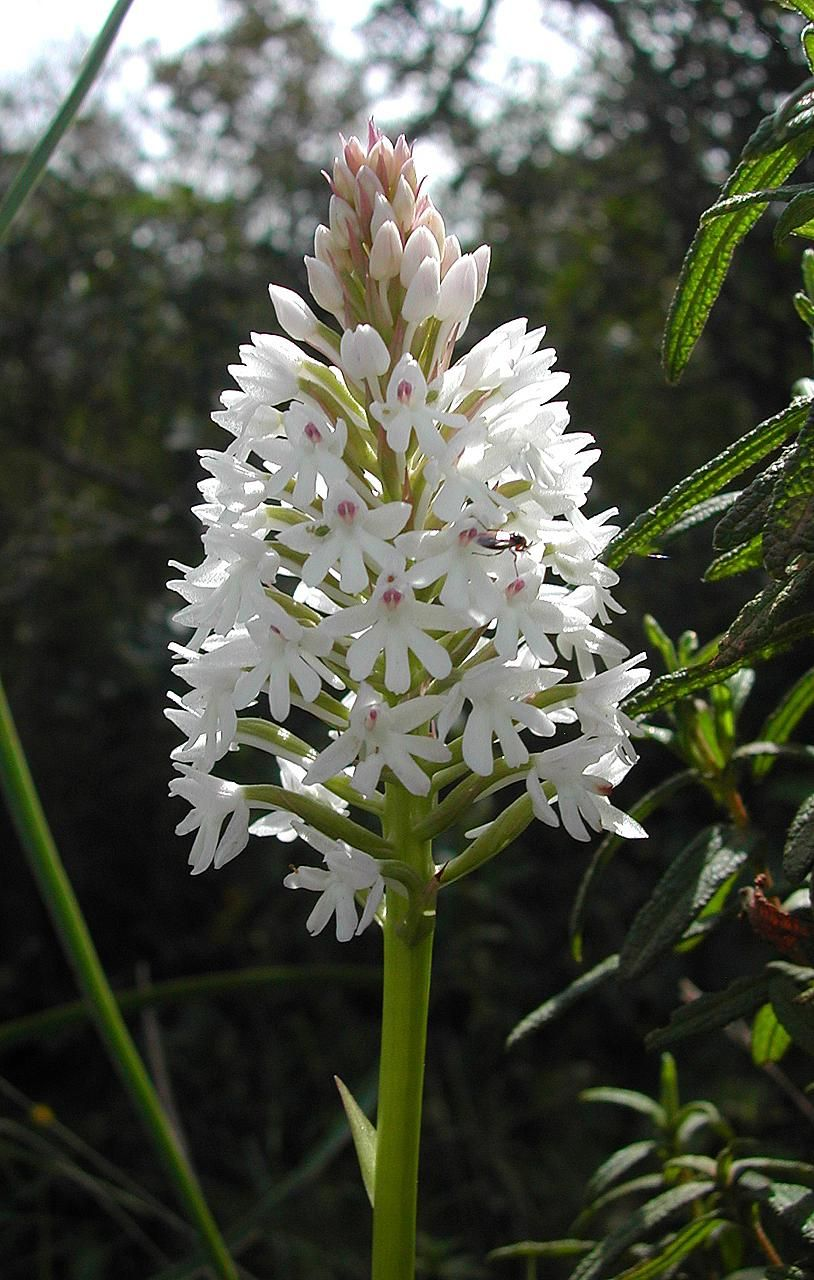
A. pyramidalis var. nivea

Tra le varietà presenti in Italia vanno inoltre ricordate:
- Anacamptis pyramidalis var. nivea P. Delforge, con fiori bianchi, frequente specialmente nell'Italia meridionale.
- Anacamptis pyramidalis var. tanayensis Chevenard, con fiori più piccoli, di colore porporino; diffusa nelle Alpi svizzere e francesi, in Italia nota solo per l'Umbria.
- Anacamptis pyramidalis var. urvilleana, con fiori piccoli, bianco-rosati ed infiorescenza oblunga, dalla fioritura precoce (febbraio-aprile); segnalata nelle isole dell'arcipelago Maltese.

### Ibridi
A. pyramidalis può dar luogo ad ibridi con altre specie di Anacamptis:
- Anacamptis × duquesnei (A.palustris × A. pyramidalis)
- Anacamptis × klingei (A. laxiflora × A. pyramidalis)
- Anacamptis × laniccae (A. morio × A. pyramidalis)
- Anacamptis × simarrensis (A. coriophora fragrans × A. pyramidalis)
- Anacamptis × van-lookenii (A. papilionacea × A. pyramidalis)

Sono inoltre stati descritti ibridi con altri generi di Orchidinae tra i quali:
- ×Serapicamptis (Anacamptis × Serapias)[4]
  - × Serapicamptis forbesii Godfery, 1921 (A. pyramidalis × S. lingua)